# (74413) 1999 AW8
(74413) 1999 AW8 – planetoida z pasa głównego asteroid okrążająca Słońce w ciągu 5,16 lat w średniej odległości 2,99 j.a. Odkryta 6 stycznia 1999 roku.